# Ala de cuervo
Ala de cuervo (título original: Raven) es una serie de televisión estadounidense, que fue producida por Columbia Pictures Televisión para la CBS. Entre 1992 y 1993 se hicieron un total de 20 episodios en dos temporadas con Jeffrey Meek y Lee Majors en los papeles principales. Los artistas invitados de la serie incluyen, entre otros, Rex Linn, Kelly Hu, Elizabeth Berkley y Vanessa Angel.

## Argumento
Los padres de Jonathan Raven fueron asesinados en Japón por la organización secreta de la Yakuza Dragón Negro, cuando este tenía 12 años de edad. Lo hicieron, porque actuaban contra sus actividades criminales. Él decide vengarse por ello, entrena a continuación Karate, infiltra la organización y puede así matar a los asesinos de sus padres de un solo golpe. Mientras tanto la amiga de Raven, Aki, tiene un hijo con él y luego lleva a su hijo recién nacido a un sitio seguro para protegerlo de la venganza de los Yakuza por lo que había hecho, pero no puede envíarle un mensaje antes de morir ella.  
Después de ello Raven se junta a las Fuerzas Especiales del Ejército de los Estados Unidos. Diez años más tarde se entera de la existencia de su hijo desaparecido, deja las Fuerzas Especiales y decide buscarlo. En la búsqueda de su hijo él finalmente llega a Hawái, donde él, junto con su amigo, el Investigador privado Jablonski, tiene que defenderse de otros ataques del Dragón Negro, que todavía existe, descubre allí su presencia y que busca no solo matar a él, sino también a su hijo, de cuya existencia también se enteran, por lo ocurrido.

## Reparto
- Jeffrey Meek - Jonathon Raven
- Lee Majors - Herman "Ski" Jablonski
- Andy Bumatai - Gran Kahuna
- Cary-Hiroyuki Tagawa - Osato